# Пылающее зелёное дерево
«Пылающее зелёное дерево» (яп. 燃えあがる緑の木 Моэагару мидори-но ки) — романная трилогия Кэндзабуро Оэ. Состоит из следующих произведений:
1. «До тех пор, пока не будет бит Спаситель» (「救い主」が殴られるまで, 1993)
2. «Колебание» (揺れ動く, 1994)
3. «В великий день» (大いなる日に, 1995).

Произведения серийно публиковались в журнале «Синтё», начиная с сентября 1993 года. Из европейских языков полностью переведена на немецкий.
«Пылающее зелёное дерево» считается апофеозом разрабатывавшегося писателем в течение нескольких десятилетий пласта его творчества, связанного с мифологизацией деревни-государства-микрокосмоса, прототипом которых является его родная деревня на острове Сикоку. На период работы Оэ над трилогией пришлось награждение его Нобелевской премией по литературе. Работа фигурирует в Нобелевской речи Оэ, где он раскрывает происхождение её замысла и названия. Последнее заимствовано из стихотворения Уильяма Батлера Йейтса «Непостоянство» (Есть дерево, от комля до вершины // Наполовину в пламени живом, // В росистой зелени наполовину…). Влияние поэтики Йейтса этим центральным образом не ограничивается и проникает в саму ткань произведения.
Сам писатель рассматривал «Пылающее зелёное дерево» как завершение своего творческого пути и неоднократно заявлял о том, что после её окончания прекращает писать. Период молчания, однако, был прерван в 1999 году романом «Кульбит», ставшим отзывом Оэ на смерть своего близкого друга, композитора Тору Такэмицу.